# Europamästerskapet i ishockey för herrar 1924
Europamästerskapet i ishockey 1924 var det nionde Europamästerskapet i ishockey, arrangerat av IIHF. Mästerskapet blev för första gången avgjort i Italien och matcherna spelades i Milano mellan 14 och 17 mars 1924.   
Med sex deltagande länder slog turneringen nytt rekord i deltagande lag och man införde ett nytt spelsystem. Lagen delades upp i två grupper, där alla spelade mot alla. Vinnaren av respektive grupp möttes i en final om europamästerskapet.

## Resultat Grupp A
| Datum   | Matcher Grupp A   | Resultat                 |
| ------- | ----------------- | ------------------------ |
| 14 mars | Schweiz - Spanien | 12 - 0 (7-0,5-0)         |
| 15 mars | Sverige - Schweiz | 6 - 2 (3-0,3-2)          |
| 16 mars | Spanien - Sverige | Spanien lämnade walkover |

### Tabell
| Plac. | Lag     | Matcher | Segrar | Oavgj. | Förl. | Mål    | Poäng |
| ----- | ------- | ------- | ------ | ------ | ----- | ------ | ----- |
| 1     | Sverige | 2       | 2      | 0      | 0     | 6 - 2  | 4     |
| 2     | Schweiz | 2       | 1      | 0      | 1     | 14 - 6 | 2     |
| 3     | Spanien | 2       | 0      | 0      | 2     | 0 - 12 | 0     |

## Resultat Grupp B
| Datum   | Matcher Grupp B     | Resultat         |
| ------- | ------------------- | ---------------- |
| 14 mars | Frankrike - Italien | 12 - 0 (7-0,5-0) |
| 15 mars | Italien- Belgien    | 0 - 4 (0-3,0-1)  |
| 16 mars | Frankrike - Belgien | 3 - 0 (2-0,1-0)  |

### Tabell
| Plac. | Lag       | Matcher | Segrar | Oavgj. | Förl. | Mål    | Poäng |
| ----- | --------- | ------- | ------ | ------ | ----- | ------ | ----- |
| 1     | Frankrike | 2       | 2      | 0      | 0     | 15 - 0 | 4     |
| 2     | Belgien   | 2       | 1      | 0      | 1     | 4 - 3  | 2     |
| 3     | Italien   | 2       | 0      | 0      | 2     | 0 - 16 | 0     |

## Final
| Datum   | EM-final 1924       | Resultat         |
| ------- | ------------------- | ---------------- |
| 17 mars | Frankrike - Sverige | 2 - 1 (2-0, 0-1) |

Sverige lämnade in en protest mot den franska målvaktens benskydd som svenskarna hävdade var enorma. Enligt uppgift ska de ha täckt hela målet. Protesten lämnades utan åtgärd.

## Medaljer
| Europamästerskapet 1924 | Land      |
| ----------------------- | --------- |
| Guld                    | Frankrike |
| Silver                  | Sverige   |
| Brons                   | Schweiz   |
| 4.                      | Belgien   |
| 5.                      | Spanien   |
| 6.                      | Italien   |

## Skytteliga
| Spelare              | Mål |
| -------------------- | --- |
| Albert de Rauch      | 7   |
| Albert Hassler       | 4   |
| Gunnar Galin         | 3   |
| Walter von Siebentha | 3   |
| Louis Dufour         | 3   |
| Jean Unger           | 3   |

## Laguppställningar

### Frankrike
- Mål: Robert George
- Backar: Albert de Rauch, Pierre Charpentier, André Charlet
- Forwards: Hubert Grunwald, Jospeh Monnard, Raoul Couvert, Albert Hassler, Leon Quaglia

### Sverige
- Mål: Ejnar "Hund-Eje" Olsson  3 matcher, Carl "Kalle-Knubb" Josefsson
- Backar: Georg Johansson-Brandius, Einar "Knatten" Lundell
- Forwards: Gustaf "Lulle" Johansson, Birger Holmquist, Gunnar Galin, Ragnar Tidqvist, Torsten Lundborg

### Belgien
Hector Chotteau, Louis de Ridder, Francis Frank, Wilhelm Kreitz, Charles Mulder, Andre Poplimont, Charles van den Driessche

### Schweiz
Murezzan Andreossi, Zacharias Andreossi, Louis Dufour, Charles Fasel, Arnold Gartmann, Albert Geromini, Heinrich Meng, Putzi Müller, Giuseppe Penchi, Jean Unger, Walter von Siebenthal